# مسئول المعلومات العامة
مسئولو المعلومات العامة (PIO) هم منسقو الاتصالات أو المتحدثون الرسميون لبعض المنظمات الحكومية (أي المدينة والمقاطعة ومدرسة المقاطعة وحكومة الدولة وإدارات الشرطة/الإطفاء). وهم يختلفون عن إدارات العلاقات العامة في المنظمات الخاصة، حيث يلعب التسويق فيها دورًا محدودًا بشكل أكبر. والمسؤولية الرئيسية لمسؤول المعلومات العامة تكمن في توفير معلومات إلى الإعلام والعامة حسب مقتضيات القانون ووفقًا لمعايير المهنة. والعديد من مسئولي المعلومات العامة يكونون صحفيين سابقين، حيث يضيفون الخبرات الفريدة وذات الصلة إلى المنصب الذي يشغلونه. وأثناء فترات الأزمات وحالات الطوارئ، غالبًا ما يتم تمييز مسئولو المعلومات العامة من خلال ارتداء خوذات أو سترات واقية تحمل الحروف "PIO".
ومن بين أقدم وأكبر منظمات المعلومات المحترفة، تظهر جمعية كاليفورنيا لمسئولي المعلومات العامة أو CAPIO.

## وصلات خارجية
- Florida Court Public Information Officers, Inc.
- Kansas Association of Public Information Officers
- National Information Officers Association
- California Association of Public Information Officials
- Emergency Services Public Information Officers of Colorado
- Florida Law Enforcement Public Information Officers Association